# Michele Carafa
Michele Enrico Carafa di Calobrano (Nàpols, 17 de novembre de 1787 - 26 de juliol de 1872) fou un militar i compositor napolità.
Fou el segon fill del príncep de Colobrano, duc d'Aloito i parent del desgraciat almirall Caracciolo. Serví com oficial en l'exèrcit napolità, caient presoner dels francesos en la batalla de Campo-Tenese (1806). Excel·lent genet, es captà les simpaties de Joachim Murat que, després de l'expedició de Sicília, el proposà pel grau de capità, i l'anomenà el seu ajudant de camp (1812), fent com a tal la campanya de Rússia, en la que va ascendir a comandant, i va obtenir la Legió d'Honor. En caure l'Imperi demanà la llicència absoluta i es consagrà al cultiu de la música, que havia estudiat en els seus primers anys amb gran afecció.
Ingressà en l'Acadèmia de Belles Arts (1837), en substitució de Lesuer, aconseguint el 1840 la càtedra de composició del Conservatori on tingué entre altres alumnes el català Andreu Avel·li Valentí i la direcció del Gimnàs Musical militar. Se li deuen gran nombre de composicions de música religiosa, entre elles una Missa de Rèquiem; una altra de Glòria, a quatre veus: un ave verum i un stabat mater.
Excel·lí molt especialment en la música dramàtica, arribant a escriure unes 50 obres, d'elles 36 òperes i diverses cantates i ballets. Entre les òperes destacaren i es conservaren molt de temps en el repertori: Gabriella di Vergy (1816). Ifigenia in Tauride (1817), I due Figaro (1820) Jeanne d'Arc (1821), Masaniello (1827), considerada com la seva obra més important per la delicadesa de les seves melodies populars, com per la ben tractada instrumentació; La presó d'Edimburg (1833), La Grande-Duchesse (1835), i Therese (1838).
En el suplement de Pougin i l'obra de Fétis s'hi troba el catàleg complet de llurs obres. A més col·laborà, junt amb Herold, Cherubini, Auber, Boieldieu, Berton, Paër Blangini i Batton en l'òpera còmica, La marquise de Briuvilliers (1831); estrenà l'escena lírica Soeur Agnés ou La Religieuse; escriví els recitats i els ballables de la Semiramide, de Rossini, quan la direcció de l'Òpera volgué donar aquesta òpera traduïda al francès, i tres toms de pasdobles i altres obres per banda militar. La seva música és fàcil i elegant: els crítics li censuren principalment haver sigut un constant imitador de Rossini.